# Motore Panhard Centaure allégé
Il motore Centaure allégé (alleggerito in francese) è un motore a scoppio progettato e costruito dal 1903 al 1923 dalla casa automobilistica tedesca Daimler Motoren Gesellschaft.

## Caratteristiche tecniche

Una Panhard & Levassor Type P, prima autovettura a montare un motore Centaure allégé

Nel dicembre 1903, al Salone di Parigi, venne presentata la Panhard & Levassor Type P, prima vettura equipaggiata con un motore della famiglia Centaure allégé, caratterizzata in questa sua primissima declinazione da una cilindrata di 1801 cm3.
I motori Centaure allégé nacquero come evoluzione dei precedenti motori Centaure: rispetto a questi ultimi, le novità furono in realtà notevoli e si estendevano anche a livello strutturale, poiché la nuova famiglia di motori era caratterizzata dal fatto che i cilindri erano tutti separati. Non più motori biblocco, quindi, anche se a partire dal 1909 si ritornerà alla soluzione biblocco con cilindri gemellati, soluzione che debutterà sotto il cofano della Type X5 con cilindrata di 2402 cm3. Tra le altre novità va segnalato un sistema di raffreddamento migliorato. I motori Centaure allégé furono proposti in un gran numero di varianti costituenti un ventaglio di cilindrate smisurato, che andava da 1,2 a ben 12 litri, più un paio di varianti di cilindrate addirittura superiori e destinate a vetture da competizione. Anche i frazionamenti si fecero più numerosi e andavano da 2 a 6 cilindri, passando per architetture a 3 e 4 cilindri. Dal 1910 fino alla fine della loro produzione, i motori Centaure allégé convissero in listino con altri motori, questa volta di tipo avalve, una soluzione attuata da molti costruttori nel periodo compreso fra gli anni '10 e gli anni '30 del XX secolo. Quando, alla fine del 1923, cesserà la produzione dei motori Centaure allégé, la Panhard & Levassor non produrrà più motori valvole tradizionali fino all'immediato dopoguerra. Dal 1924 al 1939, quindi, i motori Panhard per autotrazione saranno esclusivamente del tipo avalve.

## Riepilogo caratteristiche ed applicazioni

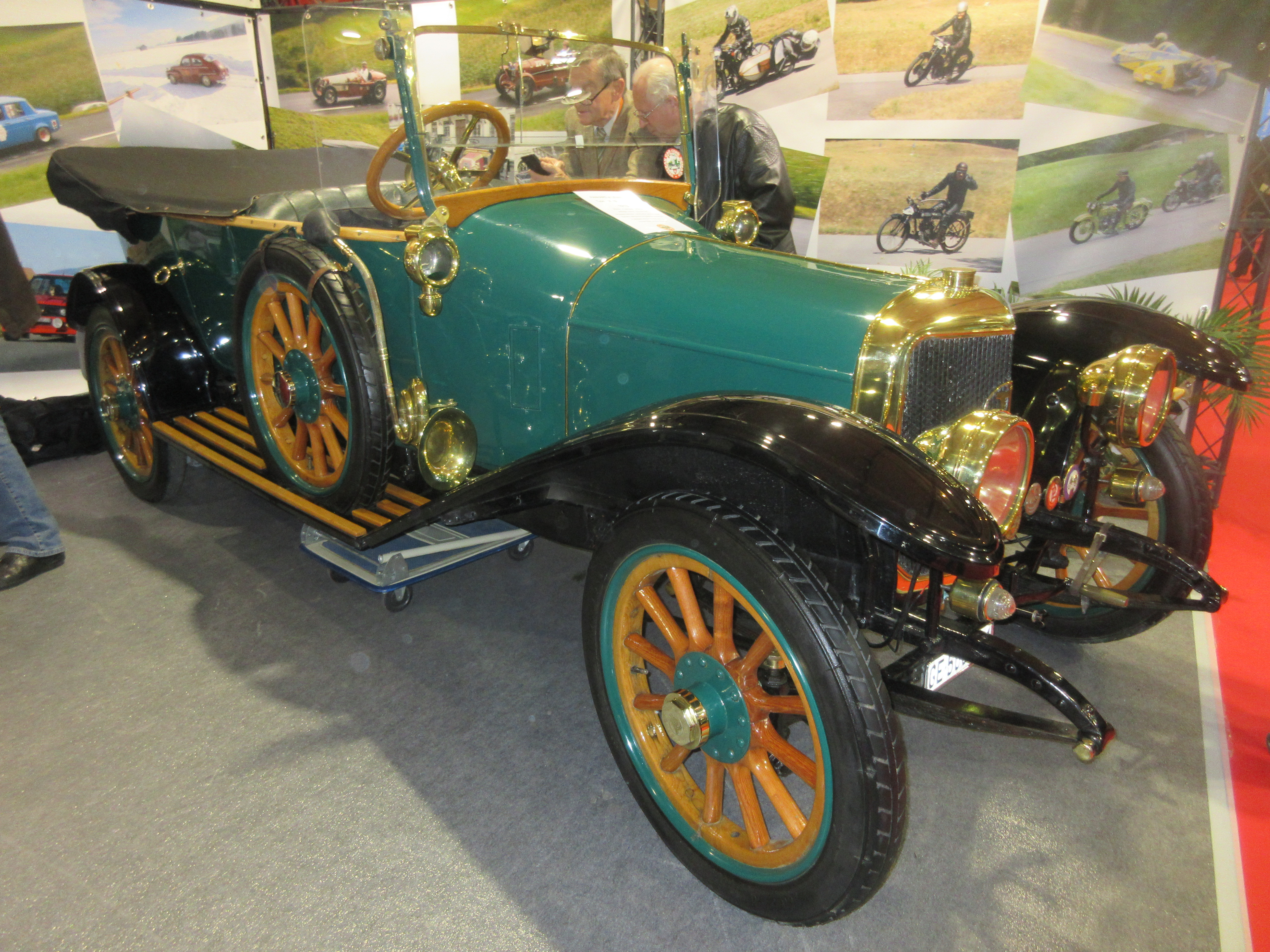
Alcuni esempi di applicazioni dei motori Centaure allégé: dalla X19...

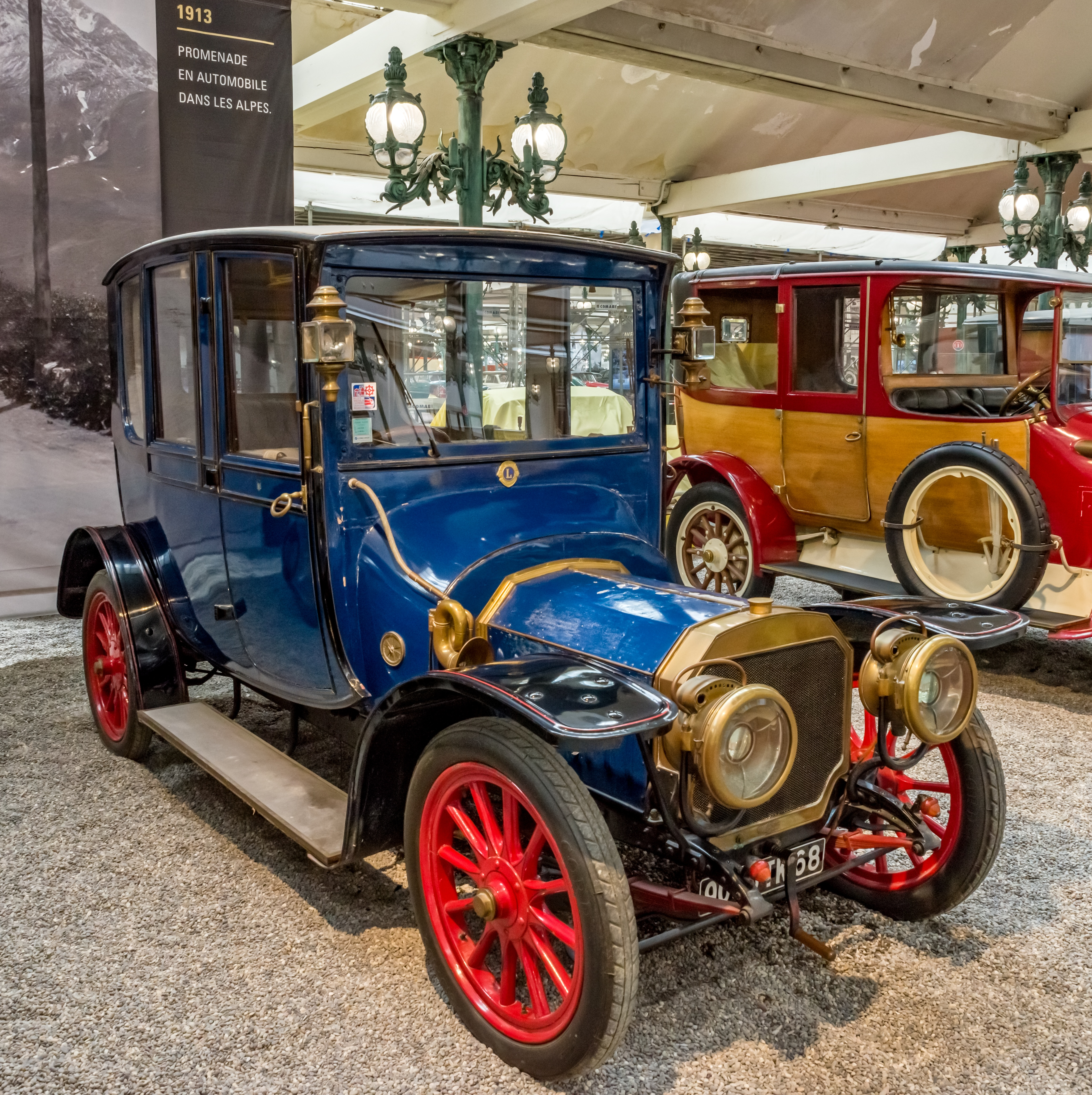
... alla X5, prima vettura della caa francese a montare un motore monoblocco...

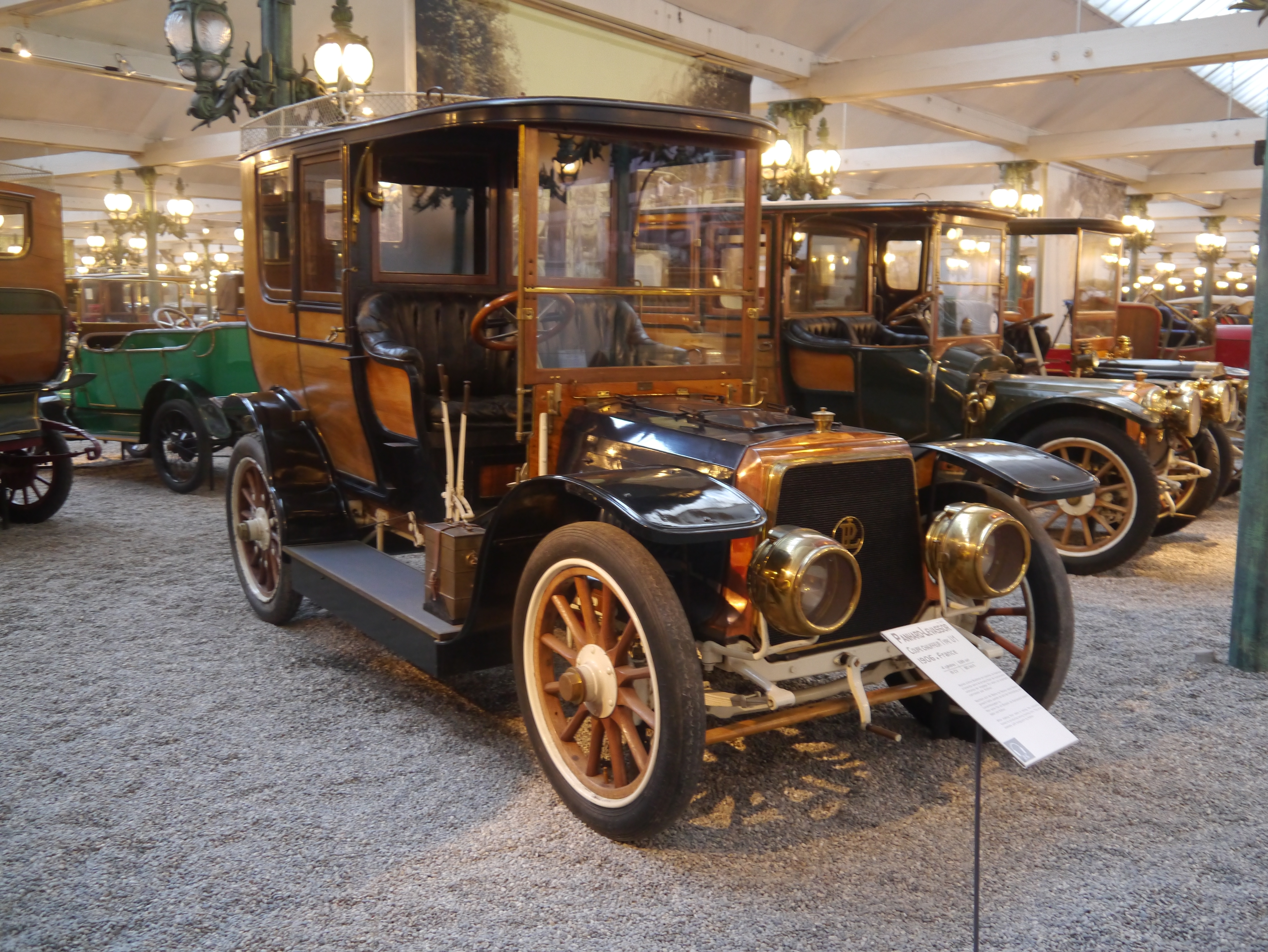
Qui una U1 con motore da 5,3 litri...

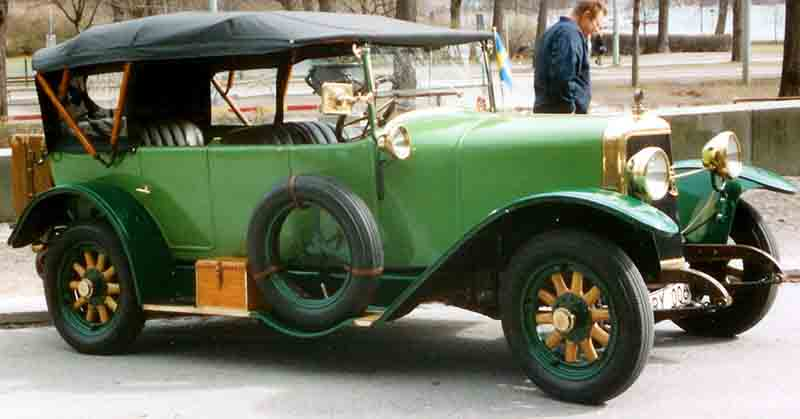
... una X31, ultima autovettura Panhard & Levassor d'anteguerra con motore a valvole convenzionali...

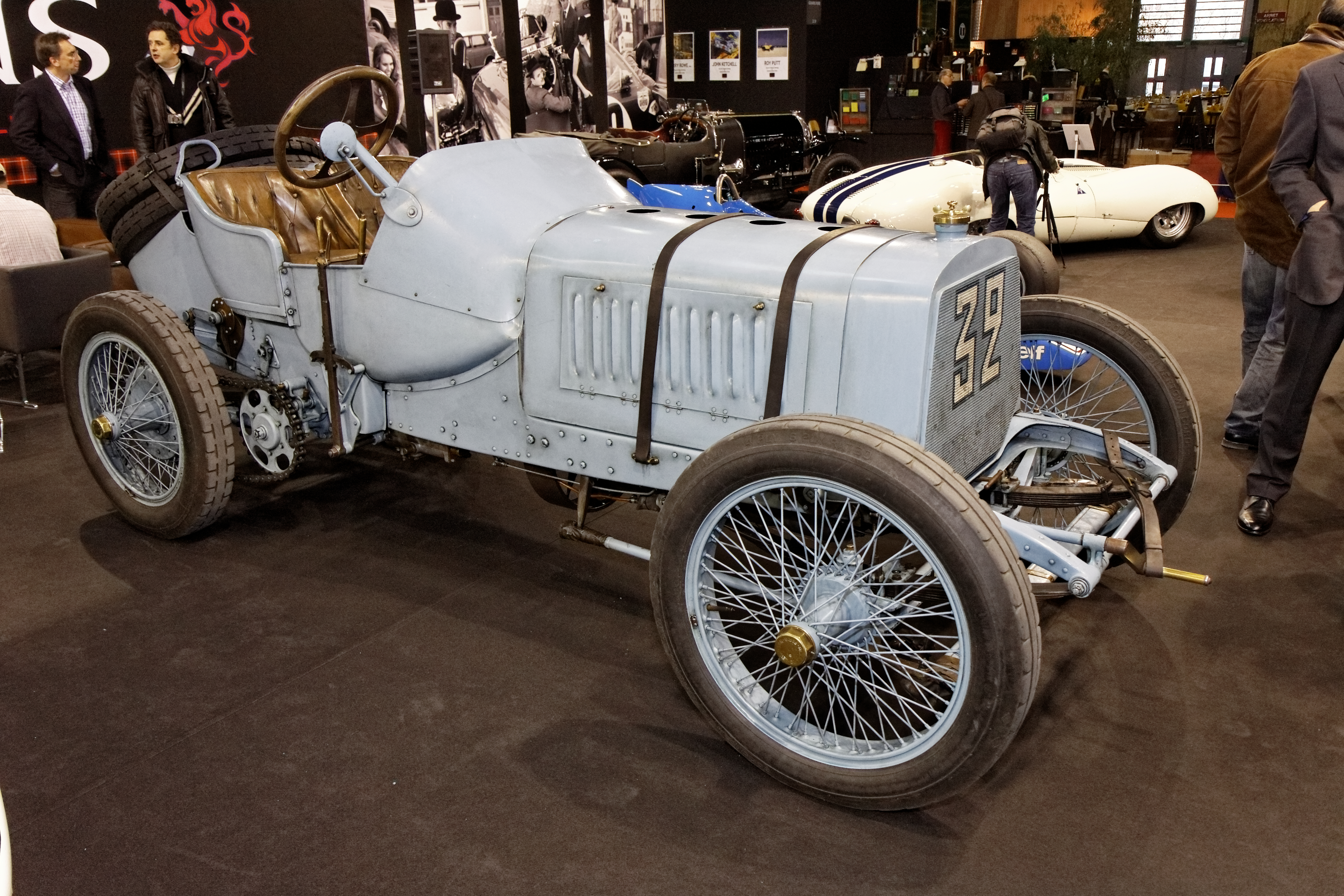
...ed una vettura da competizione del 1908, con motore da 12,8 litri e potenza massima di 120 CV

Di seguito vengono riportate le caratteristiche e le principali applicazioni dei motori Centaure allégé prodotti dalla Panhard & Levassor. Tali applicazioni arrivano fino al settembre 1922, ma in realtà questi motori sono stati prodotti fino al 1923 in quanto alcun di essi venivano impiegati anche per quelli che erano fra i primi camion nella storia dell'autotrazione e l'ultimo veicolo a montare uno di questi motori fu appunto il camion Type K18, equipaggiato con un'unità SU4D2 da 2275 cm3 ed uscito di produzione nel dicembre 1923.
| Motore Panhard Centaure allégé |                  |                        |                                        |                    |
| Variante                       | Cilindrata (cm3) | Alesaggio x corsa (mm) | Applicazioni                           | Anni di produzione |
| A 2 cilindri                   |                  |                        |                                        |                    |
| U2E                            | 1201             | 80 x 120               | Panhard & Levassor Type X2             | 1909               |
| U2E                            | 1201             | 80 x 120               | Panhard & Levassor Type X6             | 08/1909-07/1912    |
| A 3 cilindri                   |                  |                        |                                        |                    |
| S3E                            | 1801             | 80 x 120               | Panhard & Levassor Type X2             | 12/1903-12/1910    |
| A 4 cilindri                   |                  |                        |                                        |                    |
| SU4D                           | 2150             | 70 x 140               | Panhard & Levassor Type X19            | 11/1912-05/1921    |
| SU4D2                          | 2275             | 72 x 140               | Panhard & Levassor Type X31            | 09/1920-09/1922    |
| S4E                            | 2402             | 80 x 120               | Panhard & Levassor Type S 10CV         | 12/1904-12/1907    |
| T4E                            | 2402             | 80 x 120               | Panhard & Levassor Type X 10CV         | 01/1908-01/1910    |
| U4E                            | 2402             | 80 x 120               | Panhard & Levassor Type X5             | 10/1909-03/1912    |
| LU4E                           | 2402             | 80 x 120               | Panhard & Levassor Type X10            | 11/1911-03/1913    |
| LU4E                           | 2402             | 80 x 120               | Panhard & Levassor Type X16            | 1911-12            |
| LU4E2                          | 2402             | 80 x 120               | Panhard & Levassor Type X20            | 04/1913-04/1914    |
| SU4E                           | 2815             | 80 x 140               | Panhard & Levassor Type X25            | 03/1914-01/1918    |
| S4R                            | 3296             | 90 x 130               | Panhard & Levassor Type I              | 1904-07            |
| S4R                            | 3296             | 90 x 130               | Panhard & Levassor Type J              | 1904-06            |
| S4R                            | 3296             | 90 x 130               | Panhard & Levassor Type S 15CV         | 1904-07            |
| T4R                            | 3296             | 90 x 130               | Panhard & Levassor Type U2 15CV        | 1907-10            |
| T4R                            | 3296             | 90 x 130               | Panhard & Levassor Type U7             | 02/1910-11/1912    |
| T4R                            | 3296             | 90 x 130               | Panhard & Levassor Type X 15CV e X11   | 10/1907-03/1912    |
| T4R                            | 3296             | 90 x 130               | Panhard & Levassor Type X4             | 11/1910-06/1911    |
| S4F                            | 4072             | 100 x 130              | Panhard & Levassor Type J 18CV         | 1904-07            |
| T4F                            | 4072             | 100 x 130              | Panhard & Levassor Type U2             | 1907-11            |
| T4F                            | 4072             | 100 x 130              | Panhard & Levassor Type U6             | 02/1910-10/1912    |
| T4F                            | 4072             | 100 x 130              | Panhard & Levassor Type X1             | 09/1908-09/1913    |
| S4I                            | 5313             | 110 x 140              | Panhard & Levassor Type J 24CV         | 1905-06            |
| S4I                            | 5313             | 110 x 140              | Panhard & Levassor Type O 24CV         | 04/1905-03/1906    |
| Z4I                            | 5313             | 110 x 140              | Panhard & Levassor Type U1 24CV        | 1906-08            |
| T4I                            | 5313             | 110 x 140              | Panhard & Levassor Type U3             | 10/1907-06/1911    |
| S4L                            | 6898             | 130 x 130              | Panhard & Levassor Type O 35CV         | 02/1905-01/1906    |
| Z4L                            | 7360             | 125 x 150              | Panhard & Levassor Type U1 35CV        | 1906-1910          |
| T4L                            | 7360             | 125 x 150              | Panhard & Levassor Type U1 35CV        | 1910               |
| Z4O                            | 10560            | 145 x 160              | rowspan="2"\|Panhard & Levassor Type Q | 01/1905-12/1909    |
| ZZ4O                           | 10560            | 145 x 160              | rowspan="2"\|Panhard & Levassor Type Q | 01/1910-07/1910    |
| A 6 cilindri                   |                  |                        |                                        |                    |
| U6E                            | 3603             | 80 x 120               | Panhard & Levassor Type X8 e X15       | 1911-12            |
| V6R                            | 4950             | 90 x 130               | Panhard & Levassor Type X3             | 1909-12            |
| V6R                            | 4950             | 90 x 130               | Panhard & Levassor Type U8             | 02/1910-05/1912    |
| V6R                            | 4950             | 90 x 130               | Panhard & Levassor Type X13            | 1912-16            |
| W6R                            | 4950             | 90 x 130               | Panhard & Levassor Type U5             | 1909-10            |
| V6F                            | 6597             | 100 x 140              | Panhard & Levassor Type Y              | 1910-15            |
| T6S                            | 12020            | 135 x 140              | Panhard & Levassor Type U4             | 06/1908-07/1910    |